# ISS-Expedition 22
ISS-Expedition 22 ist die Missionsbezeichnung für die 22. Langzeitbesatzung der Internationalen Raumstation (ISS). Die Mission begann mit dem Abkoppeln des Raumschiffs Sojus TMA-15 von der ISS am 1. Dezember 2009. Das Ende wurde durch das Abkoppeln von Sojus TMA-16 am 18. März 2010 markiert.

## Mannschaft
- Jeffrey Nels Williams (3. Raumflug), Kommandant (USA/NASA) (Sojus TMA-16)
- Maxim Wiktorowitsch Surajew (1. Raumflug), Bordingenieur (Russland/Roskosmos) (Sojus TMA-16)

Ab 22. Dezember 2009:
- Sōichi Noguchi (2. Raumflug), Bordingenieur (Japan/JAXA) (Sojus TMA-17)
- Oleg Walerjewitsch Kotow (2. Raumflug), Bordingenieur (Russland/Roskosmos) (Sojus TMA-17)
- Timothy John Creamer (1. Raumflug), Bordingenieur (USA/NASA) (Sojus TMA-17)

### Ersatzmannschaft
Seit Expedition 20 wird wegen des permanenten Trainings für die Besatzungen keine offizielle Ersatzmannschaft mehr bekanntgegeben. Inoffiziell gelten die Backup-Crews der beiden Sojus-Zubringerraumschiffe TMA-16 und TMA-17 (siehe dort) als Ersatzmannschaft der Expedition 22. In der Regel kommen diese Crews dann jeweils zwei Missionen später selbst zum Einsatz.